# Baia di Penobscot
La baia di Penobscot è uno specchio di mare formatosi nell'Olocene dall'estuario  dell'omonimo fiume, quando circa 11000 anni fa il livello marino del golfo del Maine si abbassò di 55 m rispetto all'attuale. La baia è quindi la continuazione del fiume, che serpeggiava attraversando un'ampia pianura che si estendeva allora fino all'attuale isola Matinicus.
Essa prende il nome, come il fiume, dalla nazione indiana dei Penobscot, che hanno popolato per oltre un millennio le sue rive, dedicandosi alla caccia, alla pesca ed alla raccolta di crostacei. La baia si trova nello stato del Maine (Stati Uniti d'America) e vi si affacciano le contee di Knox, Waldo e Hancock.

## Isole nella baia di Penobscot
- Isola au Haut
- Islesboro
- North Haven
- Vinalhaven
- Isola Matinicus
- Criehaven
- Sears Island
- Great Spruce Head
- Isola Nautilus
- Isola Little Deer
- Isola Deer (Stonington, Mountainville, Sunrise, Sunset)

## Città lungo la riva occidentale
- Saint George
- South Thomaston
- Owls Head
- Rockland
- Rockport
- Camden
- Lincolnville
- Northport
- Belfast
- Searsport
- Stockton Springs
- Prospect
- Verona Island

## Città lungo la riva sinistra della baia
- Bucksport
- Orland
- Penobscot
- Castine
- Brooksville
- Deer Isle
- Stonington